# Geleitstraße 4 (Weimar)

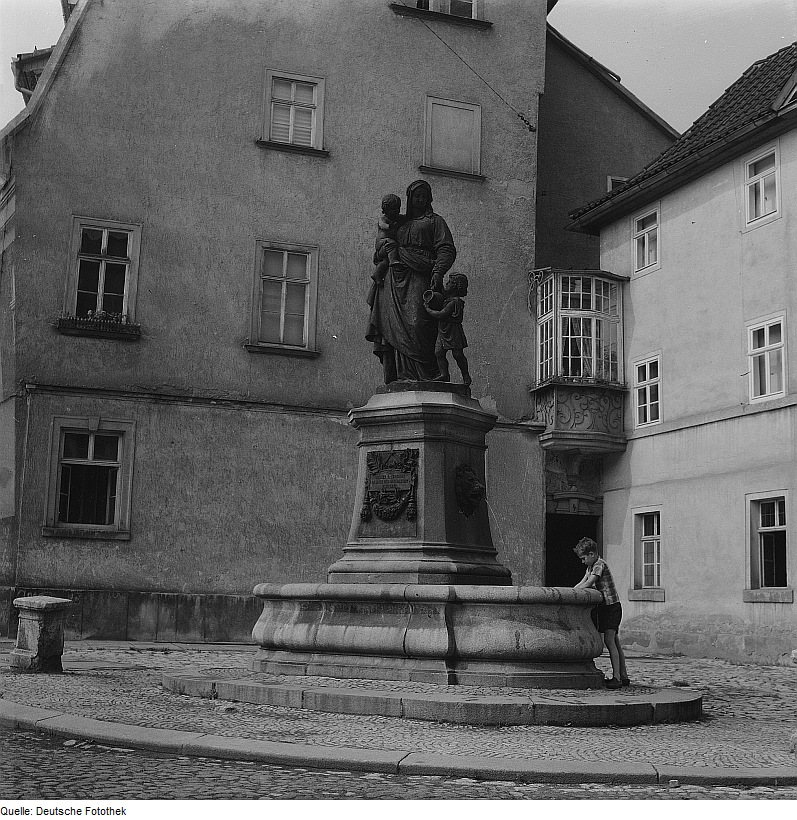
Donndorfbrunnen und im Hintergrund das um 1760 erbaute Gebäude Geleitstraße 4, 1963

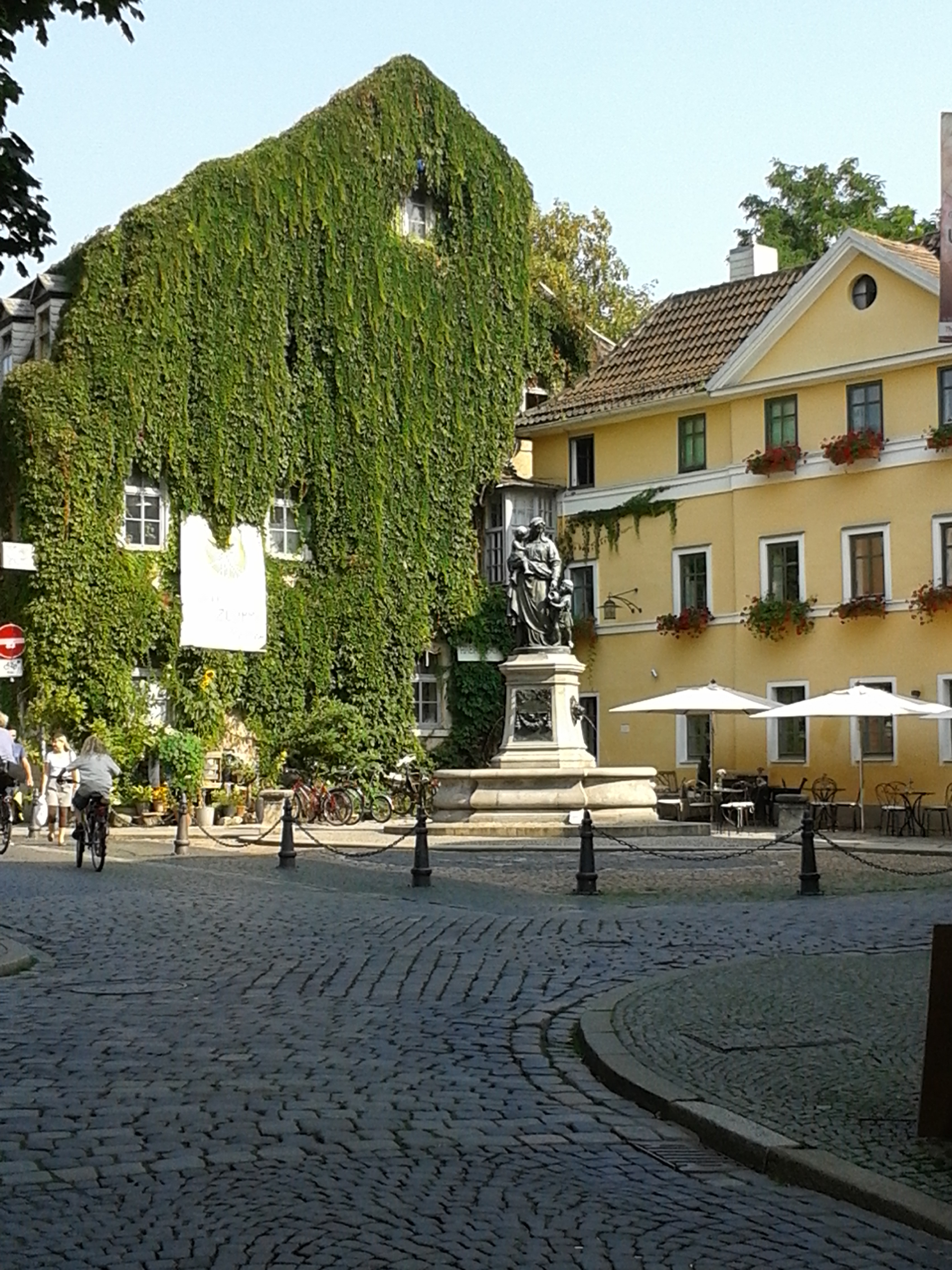
Donndorfbrunnen vor dem Hababusch, 2014

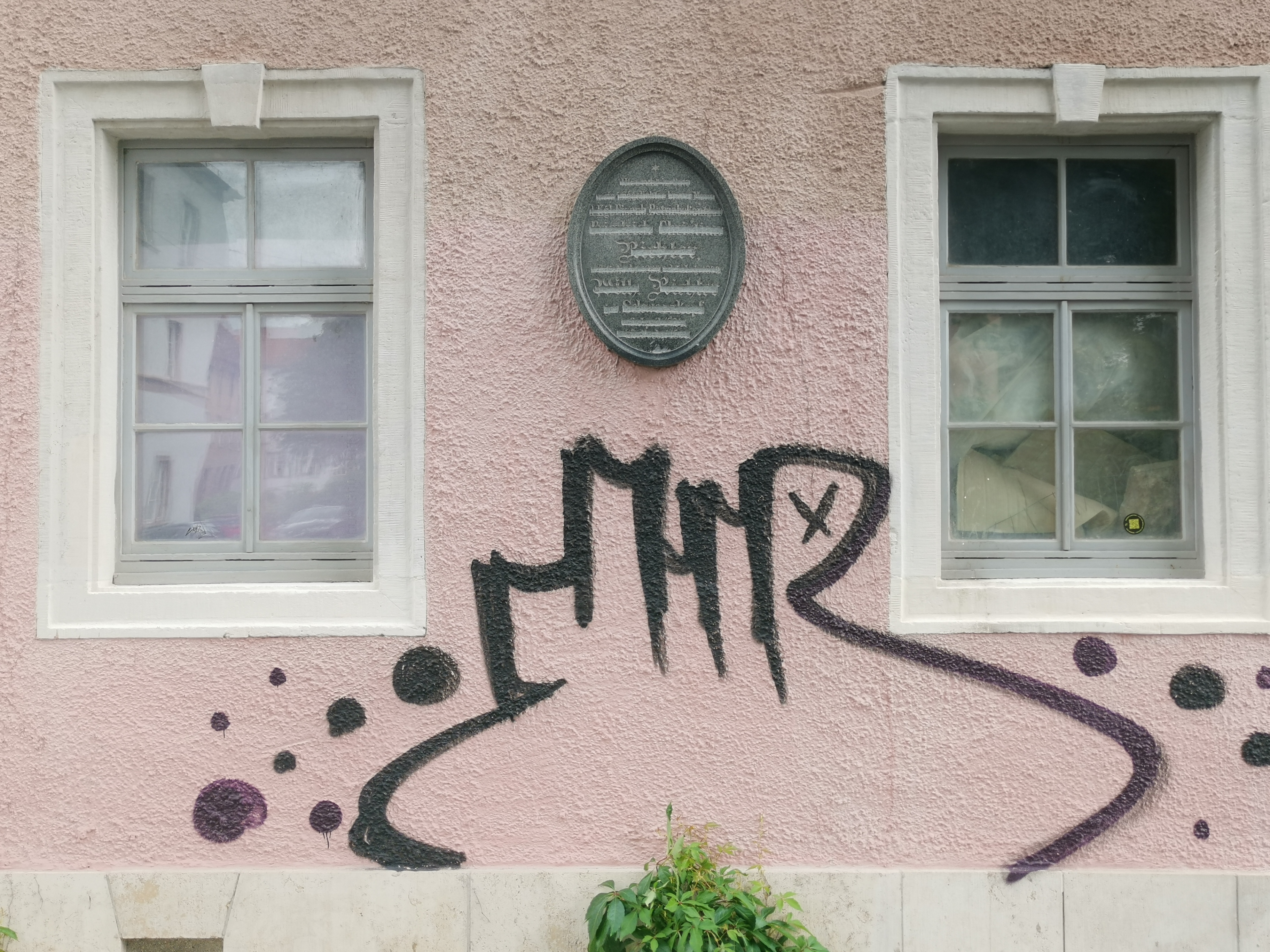
Gedenktafel mit ausgelöschten Schriftzügen am Haus Geleitstraße 4

Die Geleitstraße 4 ist ein spätbarockes Haus in der Geleitstraße in Weimar.
Das dreigeschossige Gebäude besitzt ein Mansarddach. Bemerkenswert ist der Erker, der an das klassizistische Nachbarhaus Rittergasse 12 anschließt und 1905 durch den damaligen Besitzer, Kommerzienrat Louis Döllstädt zunächst als Balkonanlage über dem Durchgang zum Hinterhof angebracht wurde. Unter dem Erker befindet sich heute der Eingang des Gebäudes.
Das Gebäude ist seit den 1980er Jahren an der südlichen Fassade mit Wildem Wein bewachsen.
Vor dem Gebäude befindet sich der Donndorfbrunnen. Zusammen mit der Rittergasse 12 bildet das Gebäude eine platzartige Erweiterung der Geleitstraße mit dem Donndorfbrunnen als Mittelpunkt. Der Gesamtentwurf der Anlage kam vom Weimarer Stadtbaumeister Bruno Schmidt. Der Donndorfbrunnen ist ein Einzeldenkmal.

## Baugeschichte
Zur Errichtung des Gebäudes um 1760 befand sich auf dem heutigen Platz um den Donndorfbrunnen noch ein niedriger Bau, der später entfernt wurde.
Wohl gegen Ende des 19. Jahrhunderts wurde das nördlich angrenzende schmale Wohnhaus mit dem deutlich größeren Barockbau zusammengelegt.
Anfang des 20. Jahrhunderts gehörte das Gebäude dem Ehringsdorfer Ritterguts- und Brauereibesitzer Richard Heydenreich.
Der ursprünglich eigenständige nördliche Gebäudeteil erhielt 1939 im Erdgeschoß zwei Schaufenster. Um dort ein Ladengeschäft einrichten zu können, wurde zudem der hinter dem linken Schaufenster liegende Treppenaufgang in den Hofbereich verlegt.
Im Jahr 1945 bestanden im Gebäude 5 Wohnungen sowie offenbar ein Lebensmittelgeschäft und Lagerflächen für umliegende Ladengeschäfte, die alle der Familie Heydenreich gehörten. Später wurde der Laden wohl als Drogerie genutzt.
Bei den Fliegerangriffen, die das gegenüberliegende Zeughaus Anfang 1945 weitgehend zerstörten, wurde auch dieses Gebäude an Dach und Fassade beschädigt. Die auf Abbildungen zu erkennende „reiche Putzfassade des Rokokos“ wurde offenbar im Zuge der Reparaturarbeiten entfernt.
Da die Familie Heydenreich über 100 Hektar Land besaß, wurde ihr Besitz in der sowjetischen Besatzungszeit enteignet.
Zusammen mit der Brauerei wurde das Gebäude offenbar an den Verband Thüringer Konsumgenossenschaften eGmbH mit Sitz in Erfurt übergeben.
Zur Wendezeit wurde es von der Kommunalen Wohnungsverwaltung der Stadt Weimar verwaltet.
Ebenso wie die Nachbargebäude wurde das Gebäude Anfang der 80er Jahre saniert. Die Trockentoiletten im Hofbereich wurden abgebrochen. Die überwiegend nur 1,8 m hohen historischen Zimmertüren wurden entfernt, um die Durchgänge auf 2 Meter zu vergrößern. Die bestehenden 8 Wohnungen wurde zu einem „Internat mit Klubraum“ der Hochschule für Architektur und Bauwesen zusammengelegt, das als Studentenwohnheim mit 29 Betten in Doppelzimmern genutzt wurde und informell dem Studentenclub Kasseturm angeschlossen war. Das Gebäude erhielt eine mit Braunkohle betriebene Zentralheizung, zu deren Betrieb von der Hochschule ein Heizer abgestellt wurde. Einer der ersten studentischen Bewohner des Gebäudes, Torsten Bude, pflanzte den Wein an der Fassade, nachdem er bei der Denkmalbehörde eine Genehmigung hierfür beantragt hatte.
Im Erdgeschoss befand sich bis zur Wende ein Blumenladen, später das Kinderbüro der Stadt Weimar.
Nach der Wende standen die oberen Geschosse des Gebäudes leer, bis sie 1996 von einem studentischen Verein übernommen wurden, der sie bis 2012 als Wohnprojekt und Hostel für Rucksackreisende „Hababusch“ betrieb. Seitdem wird das Haus wieder überwiegend von Studenten bewohnt. Über Nutzung, Sanierung und Umgang mit dem Gebäude gab es anhaltende Auseinandersetzungen.
Die heute bekannte Bezeichnung des Gebäudes geht zurück auf Lieselotte Haberbusch, die schwäbische Freundin der Großmutter des Bekannten eines Hausbewohners, deren Name später zu Hababusch gekürzt und abgewandelt wurde.
Nachdem der Landeskonservator Ende der 90er Jahre feststellte, dass die meisten historischen Einbauten bei der Sanierung des Gebäudes in den 1980er Jahren entfernt worden waren, verlor das Gebäude den Status des Einzeldenkmals.
Die griechische Künstlerin Eleni Froudaraki brachte 2006 an der Straßenseite eine historische ovale Grabplatte an, deren Beschriftung durch quer verlaufende Linien unleserlich gemacht wurde (siehe auch Abolitio Nominis). Grabplatten werden allgemein nach Ablauf der Nutzungsdauer eines Grabes vom Friedhof entfernt. Bei einer Wiederverwendung sollte die Beschriftung entfernt werden.

## Archäologische Funde
In den Jahren 2022 und 2023 wurden im Zuge der im Hinterhof ausgeführten Bauarbeiten Spuren eines Grubenhauses aus der Zeit des sogenannten Thüringer Königreichs in den Jahren 430 bis 550 nach Christus entdeckt, das Aufschluss über die früheste Besiedlung im Bereich der heutigen Stadt Weimar gibt. Bislang waren aus dieser Zeit lediglich Grabstätten an zwei höher gelegenen Orten im Stadtgebiet bekannt.
Ein danebenliegender ehemaliger Brunnen wurde im 13. Jahrhundert verfüllt. Am Grunde des Brunnens fanden sich 30 intakte Tongefäße und viele weitere Keramikfragmente. Sowohl die Gefäße am Grundes des Brunnens wie auch der bis nahe der Geländeoberfläche reichende und aus flachen Natursteinen mit Lehm vermauerte Brunnenschacht waren mit Brandschutt bedeckt, so dass der Brunnen möglicherweise nach dem Brand und Einsturz des darüberstehenden Gebäudes aufgegeben und verfüllt wurde. Im Verfüllmaterial fanden sich auch die Skelette eines Rinds und weiterer Tiere, die beim Brand ums Leben gekommen sein könnten. Aufgrund der großen Anzahl der Gefäße am Boden des rund 6 Meter tiefen Brunnens, die auch als Schankgefäße für Bier gedient haben könnten, vermuten die Archäologen, dass sich entweder eine Töpferwerkstatt oder eine mittelalterliche Gaststätte darüber befunden habe. Teile der Funde sind im Museum für Ur- und Frühgeschichte Thüringens ausgestellt.